# Colonna sonora originale
Colonna sonora originale è il primo album in studio da solista del polistrumentista e cantautore italiano Dellera, pubblicato nel 2011.

## Tracce
1. Il motivo di SIMA
2. Il ragazzo in motocicletta
3. Ami lei o ami me
4. Per niente al mondo
5. Oceano Pacifico Blue
6. Fine bobina (la memoria)
7. La meraviglia
8. Il tema di Tim & Tom
9. Le parole (rivoglio il mio disordine)
10. Io e te
11. Giorno dopo giorno